# Selijarovka
La Selijarovka (en russe : Селижа́ровка) est une rivière de Russie et un affluent de la rive gauche de la Volga.

## Géographie
La Selijarovka arrose l'oblast de Tver. Elle se jette dans la Volga à Selijarovo (oblast de Tver). La Selijarovka est longue de 36 km et son bassin versant s'étend sur 2 950 km2.